# 佐治村
佐治村（さじそん）は、かつて鳥取県の東部に存在した村である。八頭郡に属した。
2004年（平成16年）11月1日に岩美郡国府町・福部村、八頭郡河原町・用瀬町、気高郡気高町・鹿野町・青谷町と共に鳥取市と合併し、同日廃止された。

## 概要
「平成の大合併」前は佐治村は泊村・福部村・日吉津村と並び鳥取県で4つだけの村で、いずれも「…そん」と読むのが特徴だった。また、全国で最も人口の少ない鳥取県の中にあって、最も人口の少ない自治体であった。
旧村域は現在「鳥取県鳥取市佐治町」と称する。佐治谷ばなしと呼ばれる民話が伝えられている。

## 地理
千代川支流の佐治川が東流する「佐治谷」に位置。北西に高鉢山（標高1203m）、西に三国山を控える山間地で、冬は豪雪地帯となる。狭長な谷底平地とわずかに広がった台地に集落が点在している。

### 隣接していた自治体
- 鳥取県
  - 八頭郡 河原町・用瀬町
  - 東伯郡 三朝町
- 岡山県
  - 苫田郡 加茂町・阿波村・上齋原村

## 歴史

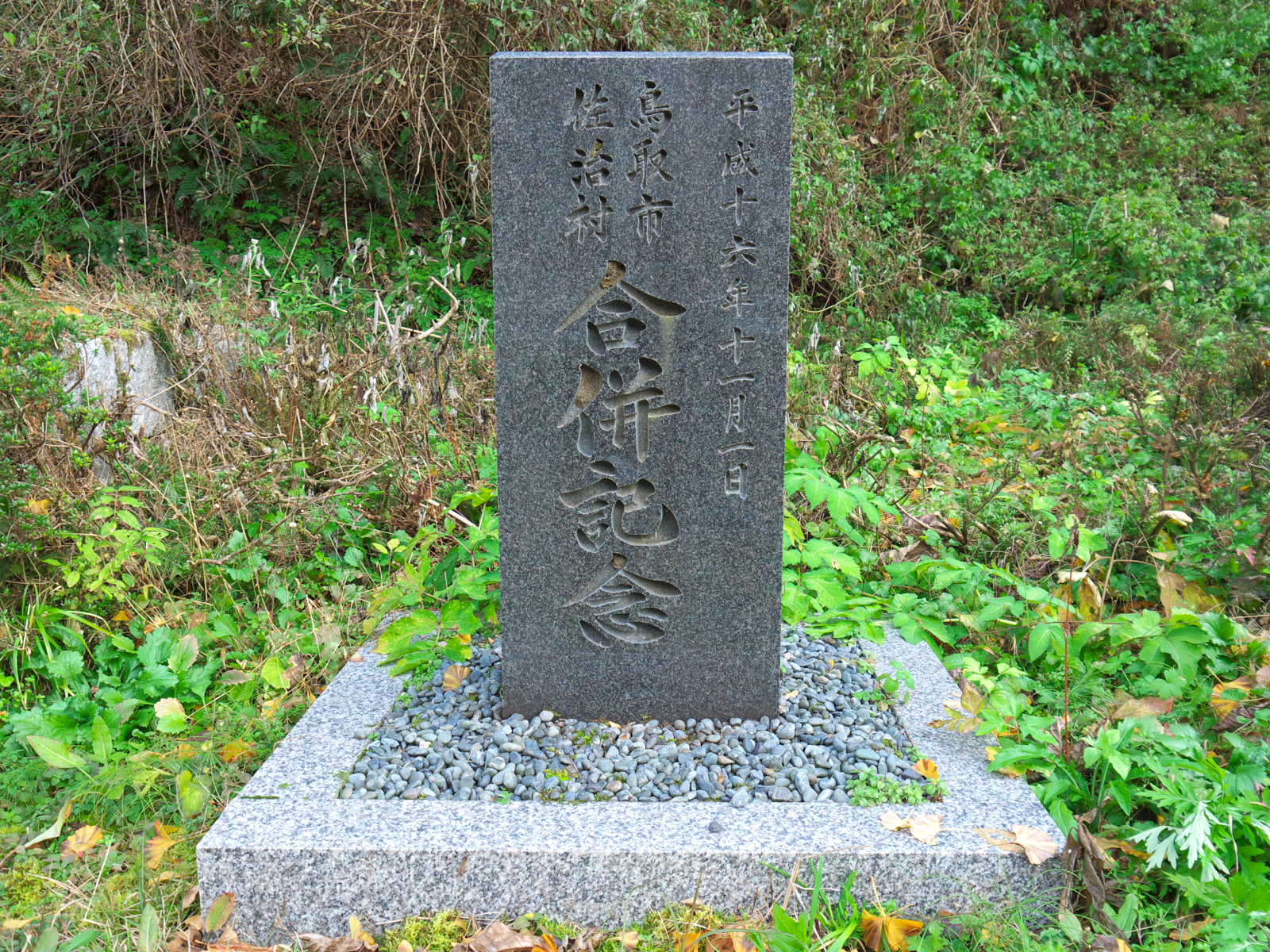
鳥取市・佐治村合併記念碑

「佐治」の地名は『和名抄』に「佐沼郷」（佐治の誤記か）と見え、中世には地頭の佐治氏が佐治谷の支配と開発を行った。江戸時代には智頭郡に所属、この頃より和紙の生産が盛んになり、佐治の特産品となった。

### 沿革
- 1910年（明治43年）1月1日 - 口佐治村・上佐治村・中佐治村が合併して発足。
- 2000年（平成12年）村制90周年を迎える。
- 2004年（平成16年）11月1日 - 鳥取市に編入[1]。同日佐治村廃止。

## 産業
伝統工芸品として、因州和紙がある。
佐治川沿いの傾斜地では二十世紀梨が栽培されており、県内有数の梨の生産地でもある。

## サクランボ・ユートピア
サクランボ・ユートピアとは、東京キッドブラザースの主宰者東由多加が、故郷を持たない者たちのユートピアを作るために立ち上げたプロジェクトである。土地を購入するために3600人が千円の会費を払い、1972年に約30名の都会の若者たちがユートピア（理想的な故郷）を求めて佐治村に移住して来た。しかし若者達は夢と現実のギャップを思い知り、村民との交流もままならないまま都会に戻り、プロジェクトは頓挫した。

## 姉妹都市
- 秋田県雄勝郡皆瀬村（現・湯沢市）

## 教育
- 佐治村立佐治小学校（現・鳥取市立佐治小学校）
- 佐治村立佐治中学校（後の鳥取市立佐治中学校、2013年3月31日閉校）

## 交通

### 鉄道
- 鉄道は走っていない。最寄駅は因美線用瀬駅。

### 道路
- 国道482号[4]
- 鳥取県道117号鱒返余戸線
- 鳥取県道230号小河内加茂線

## 名所・旧跡・観光スポット・祭事・催事

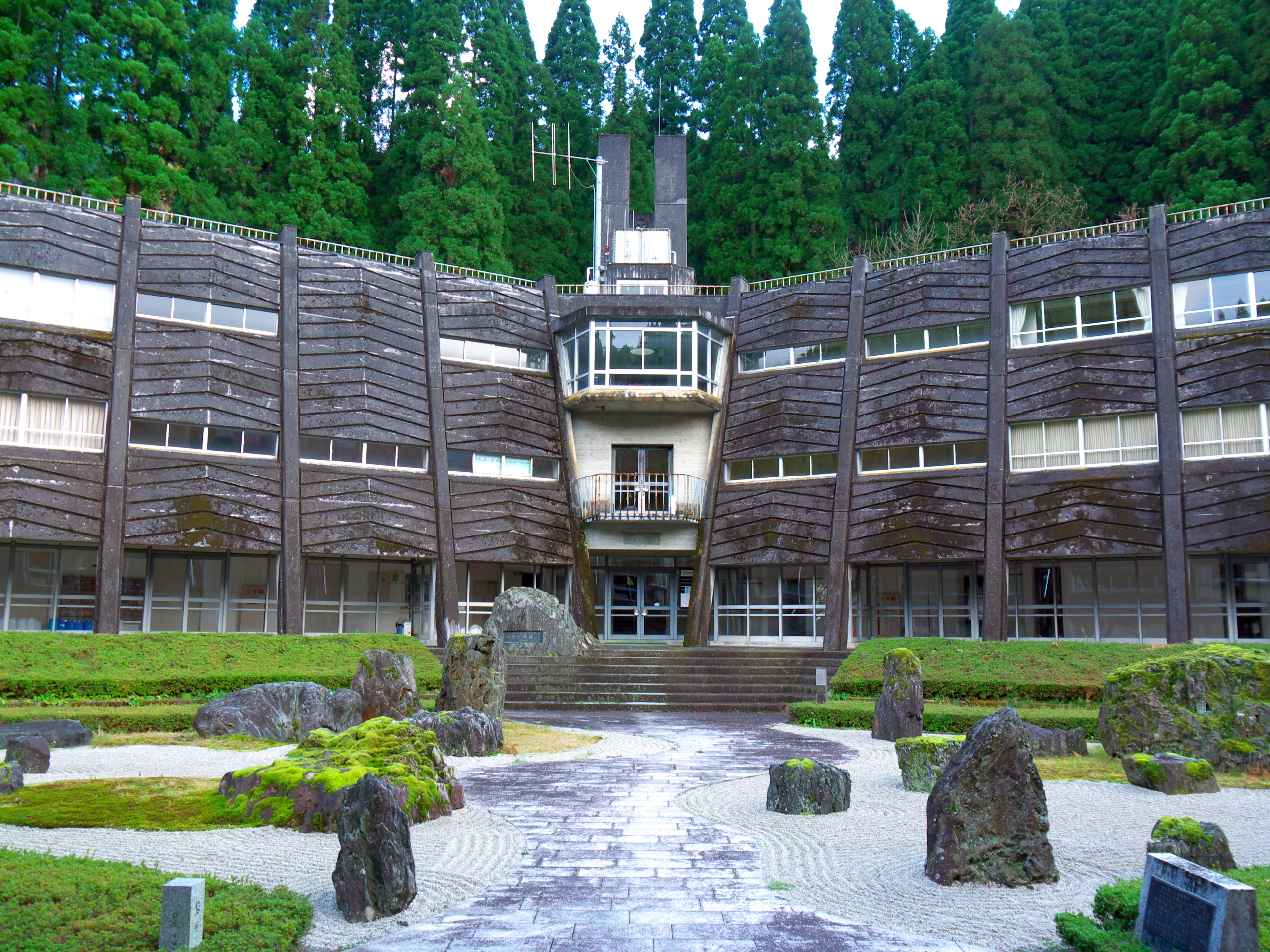
プラザ佐治・黎明の庭

- プラザ佐治（県民の建物100選）
- さじアストロパーク・佐治天文台
- 佐治歴史民俗資料館
- 因州和紙伝承工房かみんぐさじ
- 山王谷キャンプ場・たんぽり荘
- 佐治川ダム
- 田中寒楼句碑
- 枝野登代秋歌碑
- 前川佐美雄歌碑
- 野村愛生句碑
- 大江賢次歌碑
- 大町桂月観望の地（石碑）
- 田中寒楼語碑
- 岸本好普歌碑
- 伊福部隆彦書碑